# Wekuronium
Wekuronium (łac. vecuronium) – wielofunkcyjny organiczny związek chemiczny z grupy steroidów, pochodna androstanu. Niedepolaryzujący lek blokujący przewodnictwo nerwowo-mięśniowe, stosowany jako środek pomocniczy w znieczuleniu ogólnym.

## Otrzymywanie
Można je otrzymać wychodząc z 2α,3α:16α,17α-diepoksy-17β-acetoksy-5α-androstanu. W reakcji z piperydyną przyłączane są do niego dwie reszty tej aminy w pozycjach 2β i 16β. Uzyskany związek pośredni poddaje się alkilowaniu za pomocą bromku metylu. Produkt monometylowany to bromek wekuroniowy, a produkt dimetylowany to dibromek pankuroniowy.

## Działanie fizjologiczne
Wekuronium jest niedepolaryzującym lekiem blokującym przewodnictwo nerwowo-mięśniowe, poprzez kompetencyjne działanie na receptor cholinergiczny płytki motorycznej. Ma o ok. 30% silniejsze działanie niż pankuronium i mniejszy od niego wpływ na układ krążenia.

## Zastosowanie
- produkt pomocniczy w znieczuleniu ogólnym u dorosłych, noworodków, niemowląt, dzieci i młodzieży w celu ułatwienia intubacji dotchawiczej oraz w celu uzyskania zwiotczenia mięśni szkieletowych podczas zabiegów chirurgicznych[4]

Wekuronium znajduje się na wzorcowej liście podstawowych leków Światowej Organizacji Zdrowia (WHO Model Lists of Essential Medicines) (2015).
Wekuronium jest dopuszczony do obrotu w Polsce (2018).

## Działania niepożądane
Wekuronium nie powoduje działań niepożądanych występujących u ponad 1% pacjentów. Działaniami niepożądanymi występującymi niezbyt często lub rzadko (0,01–1%) są: tachykardia, hipotensja, przedłużony blok nerwowo-mięśniowy, opóźnienie wychodzenia ze znieczulenia oraz inna od oczekiwanej odpowiedź pacjenta na podanie leku.